# Paul Kulisch
Paul Kulisch (* 17. Oktober 1862 in Hrastnigg, Steiermark; † 9. Dezember 1943 auf Gut Hollern bei Freising) war ein deutscher Agrarwissenschaftler.

## Leben und Wirken
Kulisch, Sohn eines Grubendirektors, studierte Naturwissenschaften an den Universitäten in Tübingen und Leipzig und promovierte 1885 in Berlin mit einer Dissertation über Schwefelkohlenstoff. Dann war er als Weinchemiker in Geisenheim tätig und gleichzeitig Lehrer für Chemie an der dortigen Höheren Lehranstalt für Obst- und Weinbau. 1899 wurde er zum Professor ernannt. Von 1900 bis 1918 war er Direktor der Landwirtschaftlichen Versuchsstation Colmar im Elsass. Während dieser Zeit widmete er sich besonders den Problemen des Weinbaus. Außerdem betätigte er sich als Weizenzüchter.
1918 musste auf Anweisung der Franzosen Colmar verlassen. Er baute sein 1912 erworbenes Gut Hollern bei Freising zu einem Mustergut aus und führte dort Düngungs- und Sortenversuche durch. Zeitweise beriet er landwirtschaftliche Betriebe. 1921 wurde er als Professor für Agrikulturchemie und Rektor der Hochschule für Landwirtschaft und Brauerei nach Weihenstephan berufen. Von 1923 bis 1934 war er dort Inhaber des Lehrstuhls für Wirtschaftslehre des Landbaus. Er erwarb sich große Verdienste um den Ausbau dieser Hochschule.